# Anadan
Anadan (tiếng Ả Rập: عندان) là một thành phố ở Syria, cách Aleppo 12 km về phía bắc, nằm trên đường quốc tế Aleppo bia Gaziantep. Nó nằm ở quận Mount Simeon của tỉnh Aleppo. Theo Cục Thống kê Trung ương Syria (CBS), Anadan có dân số 11.918 trong cuộc điều tra dân số năm 2004.
Thị trấn được biết đến với các sản phẩm nông nghiệp, như ngũ cốc, các loại đậu, ô liu và các loại trái cây khác nhau. Thành phố Anadan được xây dựng trên một ngọn đồi được bao quanh bởi một đồng bằng. Anadan hiện có khoảng mười ba nhà thờ Hồi giáo và một số trường tiểu học, một trường trung học cơ sở và một trường trung học dành cho nam và nữ.
Trong thời kỳ Ayyubid, vào những năm 1220, Anadan đã được viếng thăm bởi nhà địa lý người Syria Yaqut al-Hamawi, người đã lưu ý rằng đó là "một ngôi làng gần Kinnasrin, thuộc quận Urah của Kurah, tỉnh Awasim". Marasid thế kỷ 13 đã liệt kê nó là một ngôi làng ở phía đông bắc Aleppo.

## Nội chiến Syria
Trận Anadan xảy ra vào Anadan từ ngày 29 tháng 7 năm 2012, trong cuộc nội chiến ở Syria.
Đây từng là nơi pháo kích dữ dội của quân đội Syria trong cuộc nổi dậy chống lại chính phủ của Tổng thống Bashar al-Assad. Do đó, khoảng 30.000 người, phần lớn dân số của Anadan đã bỏ trốn theo các nguồn tin đối lập. Do đó, Anadan đã được mô tả là một "thị trấn ma" của nhà báo Suleiman al-Khalidi của Reuters. Tổ chức Ân xá Quốc tế đã công bố những hình ảnh vệ tinh cho thấy Anadan đã bị bắn phá bằng pháo hạng nặng trong cuộc nổi dậy. Vào ngày 24 tháng 1 năm 2017, Jabhat Fateh al-Sham chiếm được thị trấn từ phiến quân Ahrar al-Sham.